# HD 11025
HD 11025，又名CP-85 17，SAO 258273、HR 525，是一颗恒星，视星等为5.69，位于銀經301.7，銀緯-32.25，其B1900.0坐标为赤經1h 43m 8.3s，赤緯-85° -32.25′ 29″。